# Sportklub Puntigamer Sturm Graz Damen
Lo Sportklub Sturm Graz Damen, noto più semplicemente come Sturm Graz, è una squadra di calcio femminile austriaca, sezione femminile dell'omonimo club con sede a Graz, capoluogo del Land della Stiria.
Nella stagione 2016-2017 milita in ÖFB Frauen Bundesliga, massimo livello del campionato austriaco femminile di calcio.
I maggiori risultati ottenuti sono il 2º posto ottenuto in ÖFB Frauen Bundesliga, conquistato al termine della stagione 2015-2016 dietro al St. Pölten-Spratzern e che le consente di accedere alla fase finale della UEFA Women's Champions League 2016-2017, e semifinali nelle edizioni 2014-15 e 2015-16 della ÖFB-Ladies-Cup, la Coppa di lega femminile nazionale.

## Statistiche

### Risultati nelle competizioni UEFA
| Stagione | Competizione     | Fase                     | Avversario      | Risultato | Risultato | Risultato |
| Stagione | Competizione     | Fase                     | Avversario      | andata    | ritorno   | aggregato |
| -------- | ---------------- | ------------------------ | --------------- | --------- | --------- | --------- |
| 2016-17  | Champions League | sedicesimi di finale     | Zurigo          | 0-6       | 0-3       | 0-9       |
| 2017-18  | Champions League | gironi di qualificazione | Noroc Nimoreni  | 4-0       | 4-0       | 4-0       |
| 2017-18  | Champions League | gironi di qualificazione | NSA Sofia       | 3-1       | 3-1       | 3-1       |
| 2017-18  | Champions League | gironi di qualificazione | Apollōn Lemesou | 1-4       | 1-4       | 1-4       |

## Organico

### Rosa 2022-2023
| N. |                        | Ruolo | Calciatrice            |
| -- | ---------------------- | ----- | ---------------------- |
| 1  | Austria (bandiera)     | P     | Mariella El Sherif     |
| 5  | Austria (bandiera)     | D     | Julia Magerl           |
| 6  | Austria (bandiera)     | C     | Gina Steiner           |
| 8  | Austria (bandiera)     | D     | Stephanie Kovacs       |
| 9  | Austria (bandiera)     | D     | Valentina Kröll        |
| 10 | Stati Uniti (bandiera) | C     | Emily Cancienne        |
| 11 | Austria (bandiera)     | C     | Anna Malle             |
| 12 | Stati Uniti (bandiera) | C     | Jessica Frieser        |
| 13 | Austria (bandiera)     | P     | Christina Schönwetter  |
| 14 | Austria (bandiera)     | C     | Stefanie Großgasteiger |
| 15 | Austria (bandiera)     | C     | Sophie Maierhofer      |

| N. |                    | Ruolo | Calciatrice           |
| -- | ------------------ | ----- | --------------------- |
| 16 | Austria (bandiera) | D     | Michela Croatti       |
| 17 | Austria (bandiera) | D     | Katja Dorn            |
| 19 | Austria (bandiera) | C     | Annabelle Schasching  |
| 21 | Austria (bandiera) | P     | Vanessa Gritzner      |
| 23 | Austria (bandiera) | C     | Chiara D'Angelo       |
| 27 | Austria (bandiera) | C     | Sarah Schimel         |
| 29 | Kosovo (bandiera)  | A     | Modesta Uka           |
| 32 | Austria (bandiera) | C     | Leonie Christin Tragl |
| 51 | Canada (bandiera)  | A     | Isabella Habuda       |
| 97 | Canada (bandiera)  | A     | Katrina Giantsopoulos |

### Staff tecnico
Staff tecnico aggiornato al 21 giugno 2021.
- Mario Karner - Allenatore
- Helmut Degen - Assistente
- Daniel Gutschi - Allenatore dei portieri

### Rosa 2019-2020
Rosa, ruoli e numeri di maglia come da sito ufficiale e sito UEFA.com, aggiornati al 31 agosto 2019
| N. |                        | Ruolo | Calciatrice        |
| -- | ---------------------- | ----- | ------------------ |
| 1  | Austria (bandiera)     | P     | Mariella El Sherif |
| 5  | Austria (bandiera)     | D     | Julia Magerl       |
| 6  | Austria (bandiera)     | C     | Maria Plattner     |
| 8  | Austria (bandiera)     | D     | Stephanie Kovacs   |
| 10 | Stati Uniti (bandiera) | C     | Emily Cancienne    |
| 11 | Austria (bandiera)     | C     | Anna Malle         |
| 12 | Stati Uniti (bandiera) | C     | Jessica Frieser    |
| 15 | Austria (bandiera)     | C     | Paula Roth         |
| 16 | Austria (bandiera)     | D     | Julia Mak          |
| 17 | Austria (bandiera)     | D     | Katja Dorn         |
| 18 | Austria (bandiera)     | A     | Julia Wagner       |

| N. |                    | Ruolo | Calciatrice            |
| -- | ------------------ | ----- | ---------------------- |
| 19 | Austria (bandiera) | C     | Stefanie Großgasteiger |
| 21 | Austria (bandiera) | P     | Vanessa Gritzner       |
| 23 | Austria (bandiera) | C     | Chiara D'Angelo        |
| 25 | Austria (bandiera) | D     | Valentina Kröll        |
| 26 | Austria (bandiera) | C     | Celina Degen           |
| 29 | Kosovo (bandiera)  | A     | Modesta Uka            |
| 31 | Austria (bandiera) | C     | Jessica Starchl        |
| 35 | Austria (bandiera) | P     | Chiara Gottinger       |
| 51 | Canada (bandiera)  | A     | Isabella Habuda        |
| 97 | Canada (bandiera)  | A     | Katrina Giantsopoulos  |